# Viscarret-Guerendiáin
Viscarret-Guerendiáin (Bizkarreta en euskera batua y Biskarret en la variedad local; oficialmente Bizkarreta-Gerendiain) es una localidad española y concejo del municipio de Erro en la Comunidad Foral de Navarra. Se encuentra situada en la Merindad de Sangüesa, en la comarca de Auñamendi y a 34,5 km de la capital de la comunidad, Pamplona. Su población en 2014 fue de 100 habitantes (INE). Su superficie es de 17,75 km² y su densidad de población es de 5,63 hab/km².

## Geografía física

### Situación
La localidad de Viscarret-Guerendiáin está situada al pie de los montes Alduides a una altitud de 781 m s. n. m.. Su término concejil tiene una superficie de 17,75 km² y limita al norte con los concejos de Espinal y Mezquíriz, al este con el de Ureta, al sur y al oeste con el de Esnoz y Linzoáin.

## Demografía

### Evolución de la población
| Gráfica de evolución demográfica de Viscarret-Guerendiáin entre 2000 y 2013 |
|                                                                             |
| Datos según el nomenclátor publicados por el INE.                           |